# 簡悦威
簡 悦威（かん えつい、中国語：簡悅威、英語：Yuet Wai Kan、1936年6月11日 - ） は、香港出身の医学者。カリフォルニア大学サンフランシスコ校教授。アメリカとカナダの二重国籍。主な業績はDNA多型マーカーを用いた先天性ヘモグロビン異常症の研究。
1958年香港大学医学部卒業、1960年に渡米し、1962年ピッツバーグ大学医学部の助手となり、1970年ハーバード大学助教授、1977年から現職。1980年香港大学からM.D.取得。1976年からハワード・ヒューズ医学研究所研究員。1981年王立協会フェロー選出。

## 受賞歴
- 1984年 - ガードナー国際賞、ウィリアム・アラン賞
- 1989年 - ウォーレン・アルパート財団賞
- 1991年 - ラスカー・ドゥベーキー臨床医学研究賞
- 2004年 - ショウ賞生命科学および医学部門
- 2011年 - カール・ラントシュタイナー記念賞

## 参照
- Yuet Wai Kan, MD
- Yuet Wai Kan, MD, DSc